# Geldan

De vlag van Geldan

Geldan is een fictief land uit de boekencyclus Het Rad des Tijds van de schrijver Robert Jordan.
Geldan ligt in het zuidwesten van De Oude Wereld. Aan de zuidelijke grens van het kleine land liggen Amadicia en Altara. De westelijke, noordelijke en oostelijke grens worden gevormd door de natuurlijke barrières van de Mistbergen en de Muur van Garen. De hoofdstad van Geldan is Jehanna en het land wordt geregeerd door koningin Alliandre Maritha Kigarin.
Tot voor kort was Geldan een rustige en vredelievende natie, die alleen iets te vrezen had van de Kinderen van het Licht. Hier kwam een abrupt einde aan toen Dagar Masema -een voormalig Shienaraanse krijgsman die Rhand Altor enige tijd van dichtbij heeft meegemaakt- naar Geldan trok en zichzelf de rol van Profeet van de Draak aanmat. Masema voerde Geldan naar een totale anarchie en drie vorsten bezette in een half jaar tijd de troon. De laatste vorstin, Alliandre, houdt het nog het langst vol, door toe te geven aan de acties die Masema uitvoert.
Aiel-woestijn · Altara · Amadicia · Andor · Arad Doman · Arafel · Cairhien · Eilanden van het Zeevolk · Falme · Geldan · Illian · Kandor · Land van de Waanzinnigen · Malkier · Mayene · Morland · Saldea · Seanchan · Shara · Shienar · Tarabon · Tar Valon · Tyr · de Verwording